# Super League 2004
La Super League de 2004 fue la 110.ª temporada del rugby league de Inglaterra y la novena edición con la denominación de Super League, es el torneo de rugby league más importante de Inglaterra.

## Formato
Los equipos se enfrentaron en formato de todos contra todos, los primeros seis clasificados disputaron la postemporada, mientras que el último clasificado desciende a segunda división.
Se otorgaron 2 puntos por cada victoria, 1 por el empate y 0 por la derrota.

## Desarrollo

### Tabla de posiciones
| Pos. | Equipo                     | Encuentros | Encuentros | Encuentros | Encuentros | Tantos | Tantos | Tantos | Puntos |
| Pos. | Equipo                     | PJ         | PG         | PE         | PP         | F      | C      | Dif.   | Puntos |
| ---- | -------------------------- | ---------- | ---------- | ---------- | ---------- | ------ | ------ | ------ | ------ |
| 1    | Leeds Rhinos               | 28         | 24         | 2          | 2          | 1037   | 443    | +594   | 50     |
| 2    | Bradford Bulls             | 28         | 20         | 1          | 7          | 918    | 565    | +353   | 41     |
| 3    | Hull FC                    | 28         | 19         | 2          | 7          | 843    | 478    | +365   | 40     |
| 4    | Wigan Warriors             | 28         | 17         | 4          | 7          | 736    | 558    | +178   | 38     |
| 5    | St Helens RFC              | 28         | 17         | 1          | 10         | 821    | 662    | +159   | 35     |
| 6    | Wakefield Trinity Wildcats | 28         | 15         | 0          | 13         | 788    | 662    | +126   | 30     |
| 7    | Huddersfield Giants        | 28         | 12         | 0          | 16         | 518    | 757    | −239   | 24     |
| 8    | Warrington Wolves          | 28         | 10         | 1          | 17         | 700    | 715    | −15    | 21     |
| 9    | Salford City Reds          | 28         | 8          | 0          | 20         | 507    | 828    | −321   | 16     |
| 10   | London Broncos             | 28         | 7          | 1          | 21         | 561    | 968    | −407   | 15     |
| 11   | Widnes Vikings             | 28         | 7          | 0          | 21         | 466    | 850    | −384   | 14     |
| 12   | Castleford Tigers          | 28         | 6          | 0          | 22         | 515    | 924    | −409   | 12     |

|  | Clasificados a postemporada.  |
|  | Desciende a Segunda división. |

### Postemporada

#### Fase Preliminar
| 24 de septiembre | Hull FC | 18 - 28 | Wakefield Trinity |  |  |

| 25 de septiembre | Wigan Warriors | 18 - 12 | St Helens RFC |  |  |

#### Finales de eliminación
| 1 de octubre | Wigan Warriors | 18 - 14 | Wakefield Trinity |  |  |

#### Finales de clasificación
| 2 de octubre | Leeds Rhinos | 12 - 26 | Bradford Bulls |  |  |

#### Semifinal
| 8 de octubre | Leeds Rhinos | 40 - 12 | Wigan Warriors |  |  |

#### Final
| 16 de octubre | Leeds Rhinos | 16 - 8 | Bradford Bulls | Old Trafford, Mánchester        |  |
|               |              |        |                | Asistencia: 65.547 espectadores |  |

| Bandera de Inglaterra |
| Campeón Leeds Rhinos  |
| Cuarto título         |